# Pentahidrit
Pentahidrit je magnezijev sulfatni mineral s kemijsko formulo MgSO4 • 5H2O (magnezijev sulfat pentahidrat).
Njegovo tipsko nahajališče je okrožje Cripple Creek (Kolorado, ZDA). Druga nahajališča pentahidrita so v Visokih Turah, Severni Tirolski in Gornji Avstriji (Avstrija), Saški in Turingiji (Nemčija), Matri (Madžarska), Windhoeku (Namibija), Telemarku (Norveška),  na Uralu (Rusija) ter v Arizoni, Kaiforniji, Koloradu, Montani, Nevadi in Virginiji (ZDA).